# تشيهيرو ياماناكا
تشيهيرو ياماناكا (باليابانية: 山中千尋؛ بالكانا: やまなか ちひろ) هي عازفة الجاز وعازفة بيانو وأستاذة جامعية يابانية وأمريكية، ولدت في ديسمبر 1974 في كيرو في اليابان.

## وصلات خارجية
- الموقع الرسمي
- تشيهيرو ياماناكا على موقع ميوزك برينز (الإنجليزية)
- تشيهيرو ياماناكا على موقع أول ميوزيك (الإنجليزية)
- تشيهيرو ياماناكا على موقع ديسكوغز (الإنجليزية)